# Festival de Edimburgo

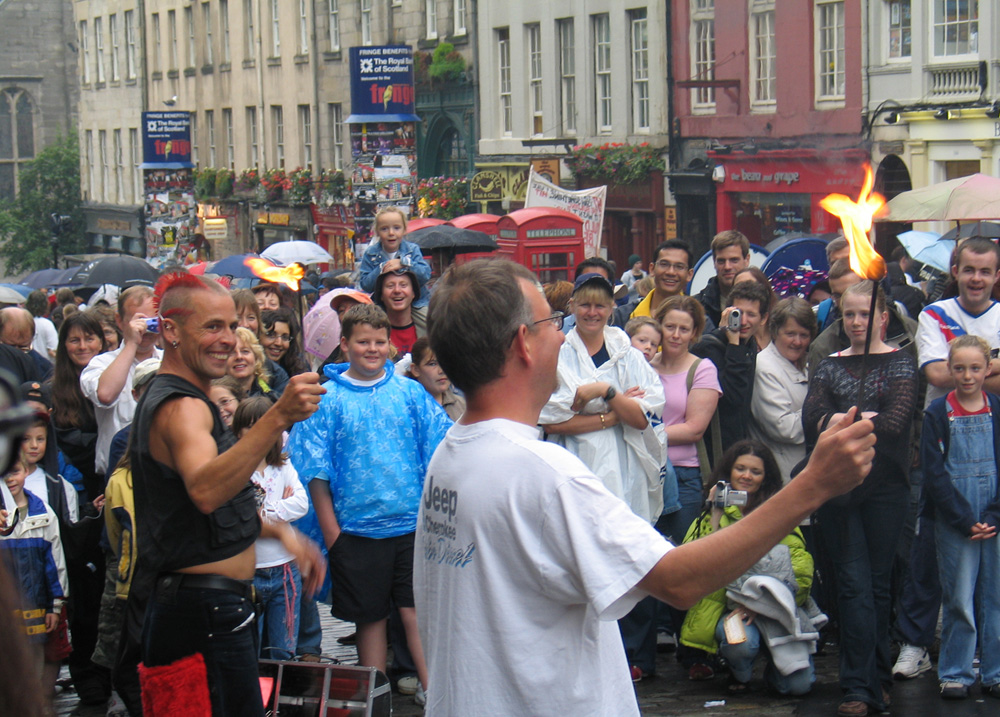
Un espectáculo callejero del festival.

El festival de Edimburgo es un festival anual internacional de arte celebrado en Edimburgo, Escocia, con un claro énfasis sobre la música y el teatro.
Instituido en 1947 por Rudolf Bing, se celebra durante tres semanas cada verano. Sus puestas escénicas van desde representaciones de las principales compañías teatrales del mundo hasta actuaciones debutantes en el mismo festival, como lo fueron The Cocktail Party de T. S. Eliot (1949) y The Matchmaker de Thornton Wilder (1954).
Poco a poco el festival de Edimburgo se ha ido convirtiendo en un conjunto de diferentes festivales entre los que se pueden destacar:
- El Edinburgh Fringe Festival atrae grupos de teatro de aficionados y ha estrenado obras como Beyond the Fringe (1960) y Rosencrantz y Guildenstern han muerto de Tom Stoppard (1966). Musicalmente, el festival ofrece conciertos, recitales y óperas de compañías internacionales, orquestas y solistas.
- Edinburgh International Book Festival: Se considera la mayor feria del libro de Europa y acostumbra celebrarse la segunda quincena de agosto.
- Edinburgh International Film Festival: Se celebra en junio cada año desde 1947.
- Royal Edinburgh Military Tattoo: Se trata del mayor evento de bandas militares del mundo. Se celebra durante el mes de agosto.[2]